# Deutsche Tischtennis-Meisterschaft 1980
Die 48. nationale Deutsche Tischtennis-Meisterschaft fand vom 11. bis 13. Januar 1980 in Hamburg in der Alsterdorfer Sporthalle statt.
Mit Ausnahme des Herrendoppels konnte alle den Vorjahrestitel verteidigen. Peter Stellwag wurde zum dritten Mal in Folge Deutscher Meister im Einzel. Am erfolgreichsten war Ursula Kamizuru (Geburtsname Hirschmüller), die im Einzel (5 Spiele, 15:1 Sätze), im Doppel mit Kirsten Krüger und im Mixed mit Ralf Wosik den Titel gewann. Sieger im Herrendoppel wurden die Vorjahreszweiten Hans-Joachim Nolten/Ralf Wosik.
Insgesamt 8.000 Zuschauer verfolgten die Spiele.
| Platz | Herreneinzel   | Dameneinzel       | Herrendoppel                   | Damendoppel                           | Mixed                           |
| ----- | -------------- | ----------------- | ------------------------------ | ------------------------------------- | ------------------------------- |
| 1     | Peter Stellwag | Ursula Kamizuru   | Hans-Joachim Nolten/Ralf Wosik | Ursula Kamizuru/Kirsten Krüger        | Ralf Wosik/Ursula Kamizuru      |
| 2     | Wilfried Lieck | Kirsten Krüger    | Michael Krumtünger/Rolf Jäger  | Wiebke Hendriksen/Monika Kneip-Stumpe | Peter Stellwag/Elsa Kieckhöfer  |
| 3     | Heiner Lammers | Wiebke Hendriksen | Heiner Lammers/Jürgen Rebel    | Birgit Balke/Ruth Budde               | Jochen Leiß/Monika Kneip-Stumpe |
| 3     | Jochen Leiß    | Susanne Wenzel    | Hanno Deutz/Peter Engel        | Waltraud Trapp/Roswitha Schmitz       | Hanno Deutz/Kirsten Krüger      |

Es gab mehrere Überraschungen. So schied Agnes Simon in der ersten Runde gegen Hannelore Stowasser (Holzheim) aus. Auch ihre Niederlage im Doppel an der Seite von Monika Stork gegen Birgit Balke/Ruth Budde kam unerwartet.
Im Damenendspiel korrigierte  Wiebke Hendriksen eine Fehlentscheidung des Schiedsrichters zum eignen Nachteil.